# محمدتقی برغانی
محمدتقی برغانی (زاده ۱۱۷۲ برغان – قتل ۱۲۶۲ ۱۲۶۳)، روحانی شیعه ایرانی معروف به ملا محمدتقی برغانی. از مراجع تقلید شیعه و سرشناس‌ترین دانشمند خاندان برغانی است. او توسط چند بابی و در هنگام عبادت در مسجد کشته شد، برخی او را شهید ثالث لقب داده‌اند و بعضی دیگر، وی را شهید رابع نامیده‌اند. برادر زاده اش طاهره «قره العین» از سوی برخی به دست داشتن در ترور وی متهم گردید. بسیاری از علما رفتارهای تند  او در برخورد با شیخ احمد احسائی عالم هم عصر خودش را دلیل انحراف شاگردان احسائی از مکتب شیخیه به بهائیت می‌دانند. مقبرهٔ محمدتقی برغانی معروف به آرامگاه شهید ثالث از جاذبه‌های تاریخی شهر قزوین است که در ضلع غربی میدان شهدا، خیابان سلامگاه قرار دارد.

## تولد و تحصیل
در روستای «برغان» به دنیا آمد. در سال تولد وی چند قول وجود دارد. پدرش ملا محمد ملائکه و پدربزرگش ملا محمدتقی طالقانی در شمار عالمان دین بودند.
وی به تشویق پدرش به تحصیل علوم دینی پرداخت. تحصیلات مقدماتی و مقداری از فقه و اصول را در نزد دانشمندان قزوین به پایان برد و آنگاه رهسپار قم شد. در آنجا در حوزه درسی علامه محقق میرزای قمی حضور یافت و سپس به اصفهان رفت و از بزرگان این شهر، حکمت و کلام را فرا گرفت. پس از چندی به کربلا آمد و چند سالی در درس صاحب ریاض شرکت جست و بعد به ایران (تهران یا قزوین) بازگشت.
پس از بازگشت به ایران در سال ۱۲۲۰ قمری در تهران ساکن شد و به تصدی امور مذهبی پرداخت. حوزه درس او به دلیل دقت علمی رونق یافت اما پس از چندی مجدداً به عتبات بازگشت. علت بازگشت وی را دریافت اجازه صدور فتوی از میرزای قمی یا تبعید توسط فتحعلی شاه پس از مشاجره با ملا محمدعلی مازندرانی در یک مباحثه که در حضور شاه برگزار گردیده بود دانسته‌اند.
او در بازگشت به عتبات بار دیگر به درس استاد خود طباطبایی بازگشت و به توصیه او تدریس را نیز آغاز کرد. همچنین مسجدی بنام مسجد برغانی (که پس از قتل او به مسجد شهید ثالث معروف شد) بنا کرد و امامت جماعت آن را عهده‌دار شد.
وی پس از دریافت گواهی اجتهاد از سیدعلی طباطبایی و فرزند او سید محمد مجاهد و شیخ جعفر نجفی صاحب کتاب کشف الغطاء، مجدداً به ایران بازگشت و در قزوین ساکن شد و با برادرش مدرسه علمیه صالحیه را بنیاد نهادند. ظاهراً شاه با حضور او و برادرش در تهران مخالف بوده‌است.

## فعالیت‌های اجتماعی، سیاسی و فرهنگی
- اجرای حدود شرعی و کمک به فقرا و درماندگان
- شرکت در جبهه جنگ ایران و روس در هنگام تجاوز روس‌ها به ایران
- برپایی نماز جمعه (فرزندان و نوادگان او بعد از کشته‌شدنش، نماز جمعه قزوین را در همان مسجد و محل کشته‌شدنش اقامه می‌کردند).[۶]
- تأسیس مسجدی به نام «جامع صغیر» که پس از کشته‌شدنش به «مسجد شهیدی» شهرت یافت.[۷]
- تأسیس مسجدی در قزوین، واقع در محله «دیمج»
- تأسیس مدرسه علوم دینی در سه طبقه در شمال مسجد فوق
- تأسیس مسجدی در کربلا واقع در محله «باب‌السلامة»

تمامی آثار فوق تا عصر حاضر به نام او معروف است.

## مقابله با بابی‌گری
در زمان او، فرقه‌های متعددی در حال شکل‌گیری و گسترش بود. عمده‌ترین آنها وهابیت و بابیه بودند که وی نقش زیادی در مبارزه با آنها داشت.
وی همچنین از صوفیان نیز به شدت انتقاد می‌کرد که موجب شد تا حاج میرزا آقاسی، صدراعظم محمدشاه نظر مثبتی نسبت به وی نداشته باشد.

### تکفیر شیخ احمد احسایی
احمد احسایی رهبر شیخیه در ایران مورد استقبال گروه‌های مختلف قرار گرفت و حتی شخص شاه نیز از او تجلیل کرد اما در مناظره‌ای که میان احسایی و برغانی در قزوین انجام شد، برغانی به تکفیر شیخ احمد احسایی پرداخت. تکفیر او بازتاب گسترده‌ای در میان علما داشت و به کم شدن نفوذ آنان در ایران انجامید.

## ترور
قتل وی در منابعی به بابیان نسبت داده شده‌ است. در مورد نحوه کشته‌شدن او گفته شده شبی بر حسب عادت معمول برای خواندن نماز شب به مسجد می‌رفت. در حال عبادت، چند نفر از پیروان بابیه که تصمیم داشتند او را ترور کنند، با نیزه به وی هجوم می‌آوردند و هشت نقطه از گردنش را با آن مجروح می‌سازند که پس از انتقال به منزلش بعد از دو روز به علت شدت جراحات وارده از دنیا می‌رود.
پیکرش در ۱۵ ذی‌القعده ۱۲۶۳ یا ۱۲۶۴ (قمری) در جوار امامزاده شاهزاده حسین قزوین به خاک سپرده شد.

## فرزندان
فرزندان و نوادگان وی از روحانیون و علما عصر خود بودند:
- آقامحمد برغانی: در نجف و در درس سید علی طباطبایی تحصیل کرد و در قزوین به امامت جماعت منصوب گردید. وی با دختر عمویش زرین‌تاج برغانی قزوینی معروف به طاهره قرةالعين ازدواج کرد که پس از گرایش زرین تاج به شیخیه و پس از آن به بابيه به جدایی آن دو انجامید. آنان سه فرزند داشتند که هر سه در علوم دینی تحصیل کردند. شیخ ابراهیم برغانی در عتبات به تحصیل پرداخت و در بازگشت به قزوین تصدی امور دینی را بر عهده گرفت از او دیوان شعر و کتاب مفتاح الفقاهة به جا مانده‌است همچنین فرزندش شیخ شیخ داوود برغانی نیز از علما مذهبی بود. شیخ اسحاق برغانی نیز در عتبات تحصیل کرد و در قزوین به امور دینی مشغول گردید، وی به فارسی و عربی شعر می‌سرود. شیخ اسماعیل برغانی نیز در قزوین و عتبات تحصیل علوم دینی نمود و به قزوین بازگشت و به امور دینی اشتغال یافت. کتاب‌های نوادرالحکمة و اصول الفقه و دیوان اشعار از وی باقیمانده‌است.
- میرزا ابوالقاسم برغانی، وی دیگر فرزند ملا محمد تقی برغانی بود که در عتبات به تحصیل علوم دینی پرداخت و در قزوین ساکن گردید. فرزند او شیخ ابوتراب برغانی نیز به جرگه علما پیوست و سپس در تهران ساکن شد در عصر مشروطه فعالیت سیاسی داشت و آثار مذهبی و دینی و همچنین کتابی در رد بابیه از وی باقیمانده‌است:التبیین فی شرح آلایات؛ المواعظ والبراهین؛ تفسیر قرآن فارسی؛ رساله در توحید؛ مکاسب؛ رساله در ردّ بابیه؛ رساله در استصحاب و مباحث الفاظ؛ تفسیر آیة نور.
- ام کلثوم برغانی: وی ادبیات عرب را نزد ماه شرف طالقانی عمه پدرش که منشی دربار فتحعلی‌شاه قاجار نیز بود، فرا گرفت و نزد پدر و عمویش و همچنین ملا آقا حکمی قزوینی تحصیل را ادامه دارد و به همسری ملاعبدالوهاب برغانی درآمد. در قزوین و کربلا برای زنان تدریس می‌کرد و کتابخانه شخصی اش را در ۱۲۶۸ برای طلاب وقف کرد. از او تفسیری بر سوره الفاتحه به صورت ناقص در دست است.

## استادان
- ملا محمد ملائکه
- آقامحمد بیدآبادی
- ملا علی نوری
- محمدباقر وحید بهبهانی
- سید علی طباطبایی، معروف به صاحب ریاض
- میرزای قمی، معروف به «صاحب قوانین»[۱۱]
- جعفر کاشف‌الغطا
- سید محمد مجاهد[۱۲]

## مشایخ اجازه
- جعفر کاشف‌الغطا
- سید علی طباطبایی
- سید محمد مجاهد[۱۳]

شهید ثالث در متن اجازه‌نامه‌ای که به شاگردش «تنکابنی» داده، اسامی مشایخ اجازات خود را همین سه نفر معرفی کرده‌است.
برخی میرزای قمی را به مشایخ اجازه شهید ثالث افزوده‌اند.

## شاگردان
با این که ملا محمدتقی در شهرهای اصفهان، کربلا، نجف، تهران و قزوین، به تدریس اشتغال داشت، شرح حال نگاران به معرفی شاگردان او چندان نپرداخته و در بین آنها، بیشتر از فرزندان وی و میرزا محمد تنکابنی و سید محمدحسین قزوینی یاد کرده‌اند.

## آثار
- عیون الاصول[۱۷]
- منهج الاجتهاد[۱۸]
- ملخّص العقائد[۱۹]
- مجالس المتقین[۲۰]
- القضاء عن الأموات
- رساله‌ای در نماز جمعه
- رساله‌ای در طهارت
- رساله‌ای در نماز و روزه
- رساله‌ای در قضاء نمازها
- رساله‌ای در دیات (به زبان فارسی)[۲۱]
- شرح الشرایع[۲۲]
- یک دوره فقه فارسی از طهارت تا دیات
- عیون الاصول[۲۳]
- شرح الروضة (به زبان عربی)
- شرح بر معالم (به زبان عربی)
- ملخص العقاید[۲۴]
- رسالة فی صلاة الجمعة
- رسالة فی عدم وجوب هبة الولی مدة منقطعة المولی علیه

او آشنا به فنون نگارش بود و آثار بسیار ارزشمندی خلق کرد و به یادگار گذاشت. تنکابنی در خصوص آثار او می‌نویسد:
«آن زمانی که در قزوین تحصیل می‌کردم، شهید مشغول به اتمام تألیف این کتاب (منهج الاجتهاد) بودند؛ به طوری که دید و بازدید، عروسی و عزا، همه را ترک کرده بود و به تألیف کتاب «منهج» مشغول بود. مگر روزها به جهت وقت عصر، مقدار دو ساعت به غروب مانده می‌نشستند و به مرافعات اشتغال داشتند و سایر اوقات را به تألیف مشغول بودند.»